# Chiến tranh Lạnh (1979–1985)
Bài Chiến tranh Lạnh (1979-1985) viết về một giai đoạn bên trong cuộc Chiến tranh Lạnh từ khi Liên xô xâm lược Afghanistan năm 1979 tới khi Mikhail Gorbachev lên trở thành lãnh đạo Liên xô năm 1985.
Giai đoạn này thỉnh thoảng được gọi là cuộc "Chiến tranh Lạnh thứ hai" vì sự gia tăng căng thẳng Hoa Kỳ-Liên xô và một thanh đổi trong chính sách của phương Tây từ giảm căng thẳng sang trở nên đối đầu hơn với Liên Xô. Nhiều cuộc xung đột quân sự đã diễn ra, gồm cả cuộc chiến tranh Xô viết tại Afghanistan, vụ việc Vịnh Sidra năm 1981 và việc Hoa Kỳ xâm lược Grenada.

## Các sự kiện chính

Các liên minh năm 1980.

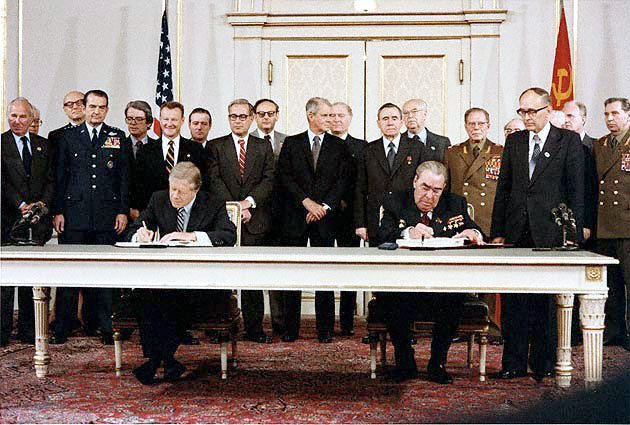
Carter và Brezhnev ký SALT II, 1979

Tổng thống Hoa Kỳ Jimmy Carter đã tìm cách ngăn chặn cuộc đua vũ trang với thoả thuận SALT II năm 1979, nhưng những nỗ lực của ông đã bị cắt ngang bởi những phát triển đáng ngạc nhiên: cuộc Cách mạng Hồi giáo tại Iran, Cách mạng Nicaragua, và Liên xô xâm lược Afghanistan.
Sự tức giận trong những thành phần dân chúng Iran phản đối chính quyền Shah, đã luôn sôi nổi và bị đàn áp trong cả một thế hệ, công với những cuộc cải cách của Shah, cuối cùng lên tới đỉnh điểm trong cuộc Cách mạng Hồi giáo năm 1979, và tới lượt nó lại dẫn đến một cuộc khủng hoảng con tin. Đa phần sự tức giận tại Iran hướng tới Hoa Kỳ, là nước giúp đưa Shah lên nắm quyền lực trong một cuộc đảo chính được CIA hậu thuẫn năm 1953. Trong những năm gần đây, các quan chức Hoa Kỳ đã thể hiện sự hối tiếc vì những hành động của họ trong quá khứ để dẫn tới cuộc Cách mạng Iran. Madeleine Albright năm 2000 khi thể hiện sự hối tiếc cho vai trò của CIA năm 1953, đã nói "...hiện rất dễ để thấy tại sao nhiều người Iran tiếp tục bực bội với sự can thiệp này của Mỹ vào công việc nội bộ của họ."1
Sự sụp đổ của Shah, một thành viên chủ chốt ở Trung đông, là một vấn đề khó chịu với Hoa Kỳ, và việc Carter không có khả năng giải phóng những con tin người Mỹ có lẽ đã khiến ông thua cuộc trong cuộc bầu cử năm. Trong khi Hoa Kỳ bị coi là đang ở trong thời kỳ giảm phát trong vũng lầy Việt Nam, các chính phủ ủng hộ Liên xô có bước tiến dài ra ngoài, đặc biệt trong Thế giới thứ ba. Nước Việt Nam Cộng sản đã đánh bại Hoa Kỳ, trở thành một nhà nước thống nhất dưới một chính phủ cộng sản. Các chính phủ mới ủng hộ Liên xô cũng được thành lập ở Lào, Angola, Ethiopia và những nơi khác. Những cuộc khởi nghĩa cộng sản khác cũng nhanh chóng lan ra khắp châu Phi, Đông Nam Á và Mỹ Latinh.
Margaret Thatcher trở thành Thủ tướng Anh năm 1979, và Ronald Reagan nhậm chức Tổng thống Hoa Kỳ năm 1981. Cả Reagan và Thatcher cùng bác bỏ Liên xô về những thuật ngữ hệ tư tưởng đối nghịch với những thuật ngữ hệ tư tưởng của những ngày đỉnh điểm Chiến tranh Lạnh hồi cuối thập niên 1940, với việc Reagan cam kết một cách nổi tiếng về việc mặc kệ "đế chế ma quỷ" trong "đống tro của lịch sử". Giáo hoàng John Paul II đã giúp tạo lập một sự tập trung đạo đức cho việc chống chủ nghĩa cộng sản; một chuyến thăm về quê hương Ba Lan năm 1979 khuấy động một sự nổi lên của tôn giáo và chủ nghĩa quốc gia kích động sự đối lập và có thể đã dẫn tới âm mưu ám sát ông hai năm sau đó.
"Những người tân bảo thủ" hay "bảo thủ mới" nổi lên chống lại cả sự giảm căng thẳng thời Nixon và lập trường của Đảng Dân chủ về các vấn đề quốc phòng trong thập niên 1970, đặc biệt sau sự chỉ định George McGovern năm 1972, nói rằng những người Dân chủ là nguyên nhân của sự tụt lùi trên trường quốc tế của Hoa Kỳ. Nhiều nhóm đi theo vị Thượng nghị sĩ diều hâu Henry M. "Scoop" Jackson, một đảng viên Dân chủ, và gây áp lực với Tổng thống Carter về một lập trường đối đầu hơn. Cuối cùng họ liên kết với Ronald Reagan và cánh bảo thủ Cộng hoà, những người hứa hẹn đương đầu với chủ nghĩa bành trướng của Liên xô.
Liên bang Xô viết dường như cam kết đi theo Học thuyết Brezhnev, gửi quân tới Afghanistan theo yêu cầu của chính phủ cộng sản tại đây. Cuộc xâm lược Afghanistan năm 1979 đánh dấu lần đầu tiên Liên xô gửi quân ra bên ngoài Khối hiệp ước Warsaw từ sự khởi đầu của đối trọng phương Đông này với Khối hiệp ước Bắc Đại Tây Dương (NATO). Việc này dẫn tới một phản ứng mau lẹ từ phương Tây: bằng cách tẩy chay Olympic mùa hè năm 1980 tại Moscow và cung cấp tài chính mạnh cho các chiến binh kháng chiến Afghanistan thông qua vị Tổng thống Pakistan Muhammad Zia-ul-Haq là người có thái độ chống cộng mạnh mẽ. Một cuộc chiến tranh du kích buồn tẻ tiếp diễn. Hoa Kỳ cung cấp cho các chiến binh mujahadeen của Afghanistan các loại vũ khí, gồm cả các tên lửa Stinger đã được dùng để bắn hạ nhiều máy bay Liên xô.
Người Mỹ cũng cung cấp vũ khí cho các chiến binh Contras tại Nicaragua, bằng tiền từ việc bán vũ khí cho Iran, gây ra một scandal chính trị Iran-Contra.

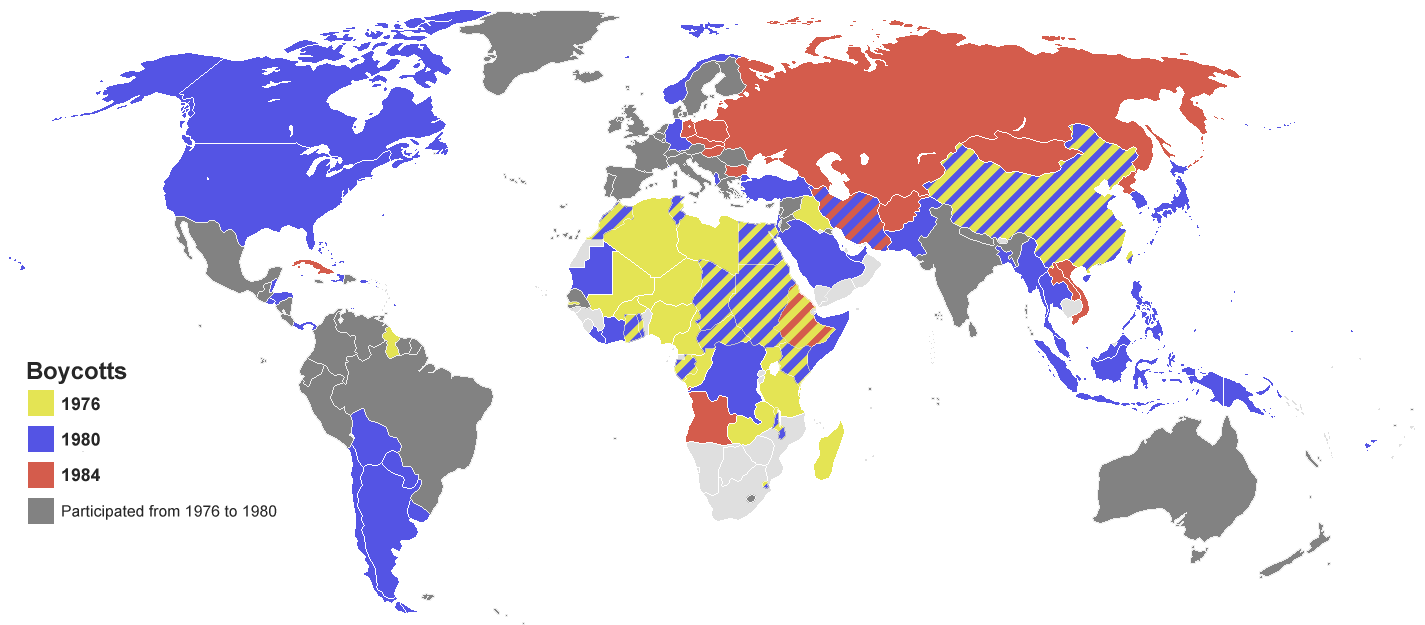
Tẩy chay Olympic: Hoa Kỳ đứng đầu vụ tẩy chay năm 1980 màu xanh, Liên xô vụ tẩy chay năm 1984 màu đỏ

Lo ngại bởi việc Liên xô triển khai các tên lửa hạt nhân SS-20 (bắt đầu năm 1977), các đồng minh NATO vào năm 1979 đã đồng ý tiếp tục Đàm phán Giới hạn Vũ khí Chiến lược để làm giảm số lượng tên lửa hạt nhân cho các mục tiêu chiến trường, đe doạ triển khai khoảng 500 tên lửa hành trình và tên lửa Pershing II ở Tây Đức và Hà Lan trong trường hợp các cuộc đàm phán không mang lại thành công. Những cuộc đàm phán, được tổ chức tại Geneva, 30 tháng 11 năm 1981, thất bại. Việc dự định triển khai tên lửa Pershing II gặp sự chống đối mạnh mẽ của dân chúng trên khắp châu Âu, đặc biệt tại những nước dự định triển khai.2 Các tên lửa Pershing II đã được triển khai tại châu Âu từ tháng 1 năm 1984.
Việc các máy bay chiến đấu Liên xô bắn hạ chiếc máy bay chở khách số hiệu 007 của Korean Air Lines cũng làm gia tăng căng thẳng. Tuy nhiên, cuộc tập trận Able Archer 83 vào tháng 11 năm 1983, một giả lập thực tế của một cuộc chiến tranh hạt nhân có phối hợp của Tây Âu, đã gặp phải sự phản đối chính thức từ giới lãnh đạo Liên xô dù chiến dịch RYAN cho thấy điều ngược lại.
Tuy người Liên xô đã có những thành tựu to lớn trên trường quốc tế trước thập niên 1980, như việc thống nhất của đồng minh cộng sản của họ, Việt Nam (1975), và một chuỗi các cuộc cách mạng cộng sản ở Đông Nam Á, Mỹ Latinh, và châu Phi, những mối quan hệ được tăng cường với Thế giới thứ ba của họ trong thập niên 1960 và 1970 chỉ che đậy sự suy yếu về kinh tế của Liên xô so với Hoa Kỳ. Năm 1981, Khối hiệp ước Warsaw thực hiện cuộc tập trận Zapad, một màn trình diễn lớn của nhiều loại sức mạnh, nhưng để che đậy sự bất ổn chính trị tại Ba Lan. Thiết quân luật tại Ba Lan được áp dụng từ năm 1981 tới năm 1983.
Nền kinh tế Liên xô gặp phái nhiều vấn đề về cơ cấu. Cải cách đã ngừng trệ trong giai đoạn 1964-1982 và những thiếu hụt hàng hoá tiêu dùng đã trở nên lan rộng. Thập niên 1980 chứng kiến sự suy yếu của giới lãnh đạo tại Liên xô. Năm 1982, Leonid Brezhnev chết, và được thay thế trong một thời gian ngắn bởi Yuri Andropov và sau đó là Konstantin Chernenko người cũng nhanh chóng qua đời.

## Văn hoá và Truyền thông
Được dẫn dắt bởi nhận thức và sự sợ hãi của dân chúng, giai đoạn 1979-1985 chứng kiến việc sản xuất nhiều bộ phim và phim truyền hình phương Tây thể hiện những hiệu ứng có thể diễn ra của một cuộc chiến tranh hạt nhân và những hậu quả của nó. Trong số đó có bộ phim rất nổi tiếng của Mỹ The Day After (1983) và bộ phim tài liệu của Anh Threads được sản xuất cùng năm. Bộ phim WarGames năm 1983 tổng hợp một nền văn hoá của tình yêu tuổi trẻ và trò chơi máy tính của thanh niên phương Tây đương thời với những nỗi sợ hãi của một cuộc diệt chủng hạt nhân. Bộ phim của Hollywood Red Dawn (1984) đánh vào nỗi sợ hãi của người Mỹ khi thể hiện một cuộc tấn công xâm lược của các lực lượng Liên xô và Cuba.
Nhiều bộ phim James Bond một lần nữa lấy bối cảnh Chiến tranh Lạnh (The Spy Who Loved Me, Moonraker, Octopussy, và đáng chú ý nhất The Living Daylights đều có bối cảnh ở đất nước Afghanistan đang bị chiến tranh tàn phá với sự đối đầu trực tiếp giữa Bond và KGB, trong khi những bộ phim như White Nights và Rocky IV khai thác những căng thẳng tạm thời trong quan hệ Xô-Mỹ.

## Cước chú
1. ↑  Halliday, Fred. "Cold War". The Oxford Companion to the Politics of the World. Oxford University Press Inc., 2001, page 2e.
2. ↑  Gaddis 2005, p. 197
3. ↑  Smith, p. 182